# Niederspier
Niederspier ist ein Ortsteil der Stadt und Landgemeinde Greußen im Kyffhäuserkreis in Thüringen.

## Geografie
Das Haufendorf Niederspier liegt 230 Meter über NN im Ackerbauhügelgelände an der Südabdachung der Hainleite in kupierten Gelände. Die Böden aus Muschelkalk sind meist grundwasserfern. In der Gemarkung befinden sich jedoch fünf Quellen, die den Sumpfbach speisen, der in die Helbe fließt. Auffallend sind die Obstbaumreihen und die sechshundert Meter lange Kastanien- und zweihundert Meter lange Pappelalleen. Verkehrsmäßig liegt der Ort neben den Straßenverbindungen an der Bahnstrecke Wolkramshausen–Erfurt mit Haltepunkt.

## Geschichte
Bereits 822–840 wurde der Ort erstmals urkundlich erwähnt.
Heute wohnen 344 Personen in dem stets landwirtschaftlich orientierten Ortsteil. Bis 1918 gehörte der Ort zur Unterherrschaft des Fürstentums Schwarzburg-Sondershausen.
Niederspier wurde mit der Auflösung der Verwaltungsgemeinschaft Großenehrich im Jahr 1996 Teil der Stadt Großenehrich, die sich zum 1. Januar 2021 mit der Gemeinde Wolferschwenda und der Stadt Greußen zur neuen Stadt und Landgemeinde Greußen zusammenschloss.

## Wappen
Das Wappen wurde am 25. Mai 1993 genehmigt.
Blasonierung: „Gespalten von Rot und Silber; belegt mit einem Hirschgeweih mit Grind in verwechselten Tinkturen, dazwischen ein schwebendes goldenes Ohr auf dem Spalt.“
Da Niederspier auf dem ehemaligen Territorium der Herrschaft Sondershausen liegt und diese als Territorialwappen ein Geweih geführt hat, wurde dies auch hier zugrunde gelegt, jedoch in rot-silberner Tingierung. Das Ohr entstammt dem alten Gemeindesiegel, das bereits Anfang des 18. Jahrhunderts geführt wurde.

## Sehenswürdigkeiten
Auf dem Friedhof in Niederspier erinnert das Grabdenkmal eines Zwangsarbeiters aus Polen daran, dass in den Ortsteilen von Großenehrich während des Zweiten Weltkrieges bis zu 400 Kriegsgefangene, Militärinternierte und Zwangsarbeiter aus mehreren europäischen Ländern eingesetzt wurden.
Auffallend ist die Ähnlichkeit des Kirchturms der Kirche mit dem Turm der St.-Crucis-Kirche in Großenehrich.

## Persönlichkeiten
- Christian Hoffmeister (1793–1866), Abgeordneter
- Heinrich Kreipe (1895–1976), Offizier